# Leonid Polterovich

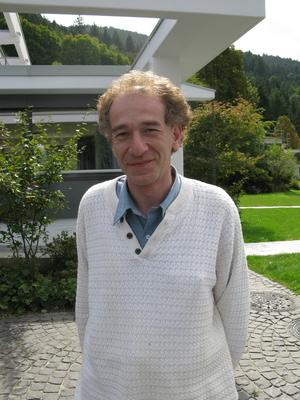
Leonid Polterovich am Workshop „Geometric Group Theory, Hyperbolic Dynamics and Symplectic Geometry“ in Oberwolfach, 2008

Leonid Polterovich (russisch Леонид Викторович Полтерович; hebräisch ליאוניד פולטרוביץ; * 30. August 1963 in Moskau) ist ein russischstämmiger israelischer Mathematiker, der sich mit symplektischer Geometrie und dynamischen Systemen beschäftigt.
Polterovich besuchte ab 1979 die Lomonossow-Universität, mit einem Diplom-Abschluss in Mechanik 1984. Danach war er bis 1987 als Ingenieur am staatlichen Energieforschungsinstitut „Krzhizhanovsky“ in Moskau und 1987 bis 1989 als Wissenschaftler im Eichwesen. Er publizierte aber in den 1980er Jahren einige Arbeiten über dynamische Systeme. 1990 promovierte er in Mathematik an der Universität Tel Aviv bei Jakow Sinai und Vitali Milman (Topology Invariants of Lagrange Embeddings and Hamiltonian Dynamics). 1991 wurde er dort Senior Lecturer, 1994 Associate Professor und 1996 Professor. 2005 bis 2007 war er Vorsitzender der Fakultät für Reine Mathematik der Universität Tel Aviv. 2009 war er Gastprofessor an der University of Chicago und 1997/98 an der ETH Zürich. 2010 war er Gastprofessor am MSRI.
Polterovich beschäftigt sich mit Hamiltonschen dynamischen Systemen, symplektischer Geometrie und Kontaktmannigfaltigkeiten. Dabei erzielte er mit komplex-analytischen Methoden neue Resultate. Mit Eliashberg löste er das Problem der Lagrange-Knoten in 4-Mannigfaltigkeiten.
1996 erhielt er den EMS-Preis. 1998 war er Invited Speaker auf dem ICM in Berlin (Geometry on the group of Hamiltonian Diffeomorphisms). 2003 erhielt er den Michael Bruno Preis der Rothschild Foundation. 1998 erhielt er den Erdős-Preis. 2016 hielt er einen Plenarvortrag auf dem Europäischen Mathematikerkongress in Berlin (Symplectic rigidity and quantum mechanics). 2024 wurde Polterovich zum Mitglied der Academia Europaea gewählt.
Zu seinen Doktoranden zählt Paul Biran.

## Schriften
- The geometry of the group of symplectic diffeomorphisms. Birkhäuser 2001.
- mit Dusa McDuff: Symplectic packings and algebraic geometry. With an appendix by Yael Karshon. Invent. Math. 115 (1994), no. 3, 405–434.
- mit M. Bialy: Geodesics of Hofer's metric on the group of Hamiltonian diffeomorphisms. Duke Math. J. 76 (1994), no. 1, 273–292.
- mit F. Lalonde, D. McDuff: Topological rigidity of Hamiltonian loops and quantum homology. Invent. Math. 135 (1999), no. 2, 369–385.
- mit M. Entov: Calabi quasimorphism and quantum homology. Int. Math. Res. Not. 2003, no. 30, 1635–1676.
- mit Paul Biran, Dietmar Arno Salamon: Propagation in Hamiltonian dynamics and relative symplectic homology. Duke Math. J. 119 (2003), no. 1, 65–118.
- mit M. Entov: Rigid subsets of symplectic manifolds. Compos. Math. 145 (2009), no. 3, 773–826.